# Fest i hela huset
«Fest i hela huset» (en Fiesta in the house) es cuarto sencillo del dj de música eurodance sueco Basshunter ft. Big Brother (edición sueca).

## Lista de canciones
| N.º | Título                                          | Duración |  |
| 1.  | «Fest i hela huset» (Basshunter vs. BigBrother) | 3:50     |  |

## Posicionamiento en listas
| País   | Lista (2011)   | Posición más alta |
| ------ | -------------- | ----------------- |
| Suecia | Top 60 Singles | 5                 |